# Bassus meridionalis
Bassus meridionalis är en stekelart som först beskrevs av Turner 1918.  Bassus meridionalis ingår i släktet Bassus och familjen bracksteklar. Inga underarter finns listade.